# Префектура Оита
Оита (Јапански:大分県; Ōita-ken) је префектура у Јапану која се налази на острву Кјушу. Главни град је Оита.

## Географија

### Тренутне општине

#### Градови
- Бепу
- Бунго
- Бунготакада
- Хита
- Кицуки
- Кунисаки
- Накацу

| - Оита (глави град) - Саики - Такета - Цукуми - Уса - Усуки - Јуфу |

#### Мањи градови и села
- Хајами округ
  - Хији
- Хигашикунисаки округ
  - Химешима
- Кусу округ
  - Коконое
  - Кусу

#### Удруживање и укидања
Овде је дато удруживање у префектури Оита, Јапан у Хеисеи ери.

##### Удруживање од 1. априла 1999 до данас
- 1. јануара 2005 год. - град Усуки и мањи град Ноцу из Оно округа удружени су у град Усуки.
- 1. јануара 2005 год. - мањи градови Ноцухару из Оита округа и Саганосеки из Китамабе округа удружени су у град Оита. При том удруживању укинут је Китамабе округ.
- 1. марта 2005 год. - општине Хон'јабакеи, Санко, Јабакеи and Јамакуни из Шимоге округа удружени су у град Накацу. При том удруживању укинут је Шимоге округ.
- 3. марта 2005 год. - град Саики и општине Хонјо, Камае, Камиура, Наокава, Цуруми, Уме, Јајои и Јонозу (све из Минамиамабе округ) удружени су у град Саики. При том удруживању укинут је Минамиамабе округ.
- 22. марта 2005 год. - општине Амагасе, Камицуе, Маецуе, Накацуе и Ојама, Оита (све из Хита округа) удружени су у град Хита. При том удруживању укинут је Хита округ.